# Norra Björntjärnen (Ekshärads socken, Värmland)
Norra Björntjärnen är en sjö i Hagfors kommun i Värmland och ingår i Göta älvs huvudavrinningsområde.